# Garypinidius capensis
Garypinidius capensis är en spindeldjursart som först beskrevs av Edvard Ellingsen 1912.  Garypinidius capensis ingår i släktet Garypinidius och familjen Garypinidae. Inga underarter finns listade i Catalogue of Life.